# Alongside Night
Alongside Night es una novela de ficción distópica escrita por J. Neil Schulman en 1979, retrata las dos últimas semanas de los Estados Unidos a través de la mirada de un joven atrapado en la vorágine final de una segunda revolución americana, y termina con una nota de esperanza triunfante. Se centra en el personaje de Elliot Vreeland, un joven suspicaz de 17 años e hijo del Dr. Martin Vreeland, un ficticio economista de la escuela austriaca galardonado con el Nobel, y sus experiencias en un Estados Unidos bajo un Estado policial en el año 1999. En la novela mercenarios privados contratados por empresarios independientes e ilegales y por ciudadanos comunes se enfrentan a un gobierno totalitario respaldado por grandes corporaciones monopólicas. La novela está dedicada a Samuel Konkin y en ella expone las propuestas políticas del agorismo, una forma de anarquismo filosófico de izquierda  relacionado con el anarcocapitalismo original de Murray Rothbard (rothbardismo de izquierda).

## Sinopsis
El gobierno federal está agotado por falta de dinero en el presupuesto, y el dinero oficial no respaldado (fiduciario) genera una crisis inflacionaria. Los extranjeros están comprando todo en los Estados Unidos mientras que los europeos, ahora unidos bajo el patrón oro, gozan más de la caída de que alguna vez fue una gran nación. Las personas sin hogar y las pandillas juveniles deambulan por las calles de Nueva York. El dinero carece de valor, los mercados colapsan, y las empresas caen. Los contrabandistas utilizan la última tecnología de codificación de computadoras para manejar audaces empresas que el gobierno es impotente para detener, incluso con el control totalitario de las noticias y de la comunicación privada y con la prohibición de usar dinero extranjero.
Y atrapados en el medio de todo eso están un brillante joven de 17 años, hijo de un desaparecido economista premio Nobel, su mejor amigo de la escuela, cuyo tío fue en su día un guerrillero, y la bella pero misteriosa Lorimer, una chica de 17 años de edad que conoce en un subterráneo secreto y que lleva una pistola con un silenciador.
Eliot es enviado por su padre a recoger algunas monedas de oro que habían sido almacenadas en un lugar seguro, para su uso como moneda fuerte durante el destino de escape de la familia. Sin embargo, a su regreso Eliot encuentra desaparecida a su familia. Poco después, agentes del FBI entran en la casa en busca de Eliot que consigue escapar.
El escape de Eliot lo lleva al contacto con el Cuadro Agorista Revolucionario, una organización que trama la caída del gobierno de los EE. UU. a través de la contraeconomía. El grupo ha crecido fuertemente a través de sus años de existencia, tiene su propia milicia y una amplia red subterránea. Eliot se suma a la ayuda del Cuadro. Esta milicia privada de mercenarios brinda protección a un vasto mercado negro, y es dirigida por Green Beret y sus compañeros ex CIA, batallan contra un FBI dirigido por un despiadado director que chantajea al presidente con un viejo escándalo, y pone a los radicales en una cárcel secreta, en un desesperado intento para mantener el poder.
A medida que la novela avanza, la estabilidad del gobierno se debilita aún más, e implementa controles más estrictos sobre la comunicación, los viajes y el comercio, sin embargo no puede evitar un colapso total, por lo que el sector privado (sindicatos, individuos, gremios empresariales y muchos otros) toma el control de la antigua infraestructura.

## Historia en torno a la novela
J. Neil Schulman, jefe de redacción de la revista “Neolibertario” de Konkin en el momento de su primera publicación en 1979. Anteriormente, en 1974, fue editor de la revista de Konkin, “Notas neolibertarias”. En su viaje por el país en automóvil de Nueva York a California en agosto de 1975, Konkin y Schulman esbozaron un libro que coproducirían, por ellos titulado “Contraeconomía”. Cuando el esquema y los capítulos de muestra para “Contraeconomía” no lograron un contrato de anticipo con una editorial, Schulman volvió a trabajar en Alongside Night mientras que Konkin se dedica a completar el “New Libertarian Manifesto”.
Una vez publicada la novela anotó abundantes elogios para ser la primera del autor, teniendo éste 23 años de edad cuando apareció su novela en 1979, ganando elogios del novelista inglés Anthony Burgess, del Premio Nobel de Economía Milton Friedman, del psicólogo Thomas Szasz y de escritores como Robert Anton Wilson. Diez años más tarde, en 1989, la Sociedad Libertaria Futurista votó para que la novela ingresara al Salón de la Fama del Prometheus Award, que busca reflejar el espíritu de la libertad, junto con novelas como 1984 de Orwell, La rebelión de Atlas de Rand, La Luna es una cruel amante de Heinlein y Fahrenheit 451 de Bradbury. La edición por el treinta aniversario de la novela, de 2009, recibió comentarios favorables del congresista Ron Paul.